# 羅瑟河 (布拉赫特佩河支流)
51°01′16″N 7°48′56″E / 51.0210750000°N 7.8154722222°E

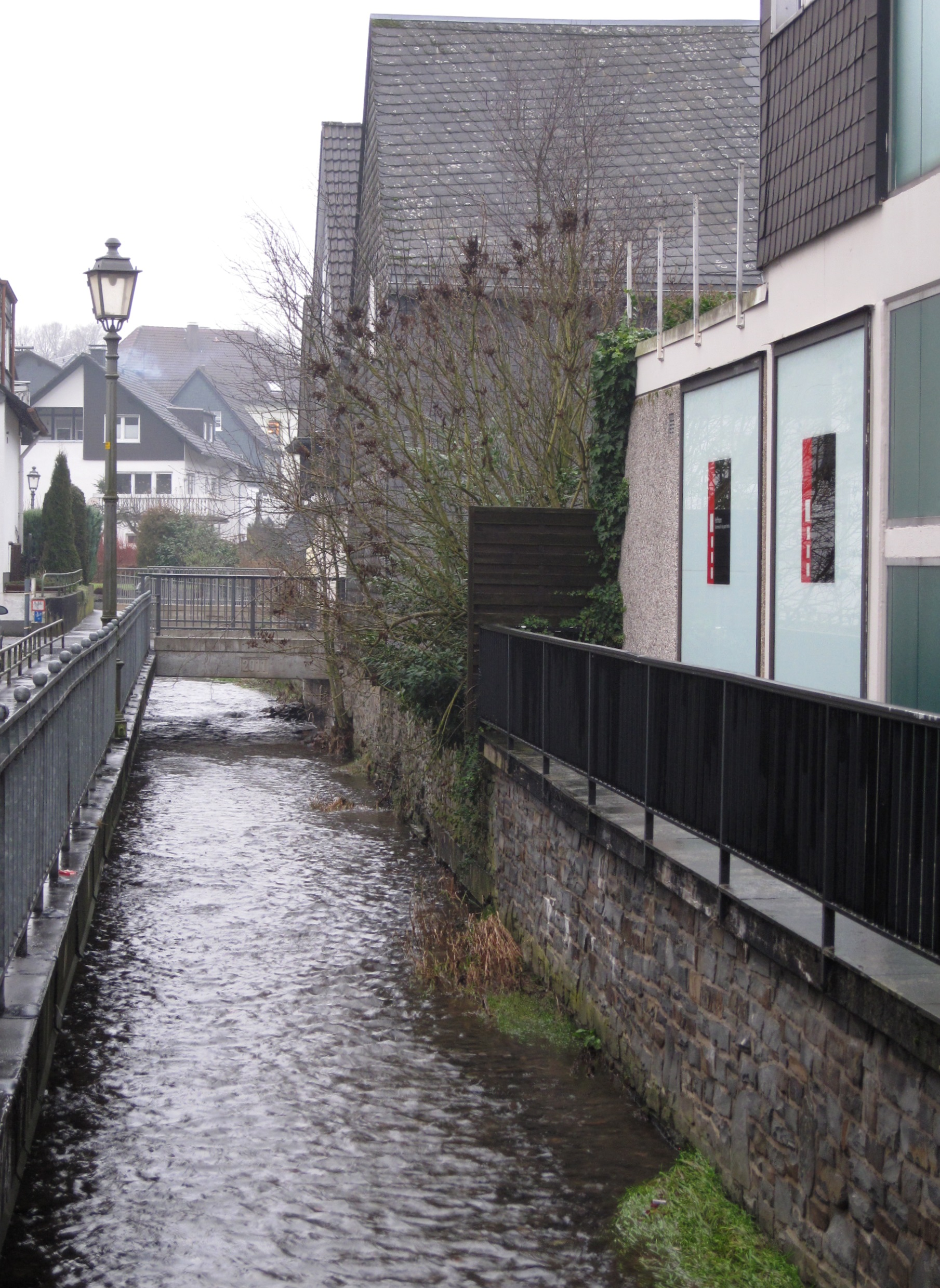

羅瑟河（德語：Rose），是德國的河流，位於該國西部，處於北萊茵-威斯特法倫州，屬於布拉赫特佩河的左支流，河道全長8.1公里，流域面積26.2平方公里。